# Манстер (Индијана)
Манстер (енгл. Munster) град је у америчкој савезној држави Индијана.

## Демографија
По попису из 2010. године број становника је 23.603, што је 2.092 (9,7%) становника више него 2000. године.
| Група             | 2000.          | 2010.          |
| Белци             | 19.098 (88,8%) | 18.689 (79,2%) |
| Афроамериканци    | 222 (1,0%)     | 821 (3,5%)     |
| Азијати           | 965 (4,5%)     | 1.377 (5,8%)   |
| Хиспаноамериканци | 1.050 (4,9%)   | 2.410 (10,2%)  |
| Укупно            | 21.511         | 23.603         |